# Gerbillus pulvinatus
Gerbillus pulvinatus — вид піщанок, поширений переважно в Сомалі, Ефіопії, Джибуті та Кенії. Він зустрічається в ряді сухих місць існування, від скелястих рівнин до відкритих луків.

## Опис
Дрібний гризун, довжина голови й тулуба від 86 до 105 мм, довжина хвоста від 118 до 145 мм, довжина лапи від 25 до 28 мм, довжина вуха від 10 до 16 мм. Спинна частина піщано-коричнева, уздовж хребта темніша, основа волосся сіра, боки світліші, а черевна частина, підборіддя, горло та кінцівки білі. Є біла пляма над і під кожним оком і більш нечітка пляма біля задньої основи кожного вуха. Пальці ніг облямовані дрібними щетинками. Хвіст довший за голову та тіло, такого ж кольору, як спина зверху, білий знизу та з пучком довшого темного волосся на кінці. Каріотип 2n=62 FN=84.